# Parabrimus alboscutellatus
Parabrimus alboscutellatus là một loài bọ cánh cứng trong họ Cerambycidae.